# 高橋五郎 (翻訳家)
高橋 五郎（たかはし ごろう、1856年4月24日（安政3年3月20日） - 1935年9月7日）は、明治時代から昭和初期の翻訳家、啓蒙的英文学者、英語学者、言語学者、評論家、教育者である。
聖書の翻訳や英語教育を行い、立教大学、早稲田大学、駒澤大学で教授を歴任した。

## 人物・経歴
1856年（安政3年）に越後国柏崎の庄屋の家に生まれる。本名は吾良である。1868年、群馬県高崎に行き、竜門寺で市川左近に漢学や仏学を学ぶ。1871年より牧野再竜、高崎藩校の田中毛野に学ぶ。
1873年に洋学を学ぶために上京し、緒方塾で緒方惟孝（緒方城次郎、緒方洪庵の三男）に学び、植村正久と知り合いになる。1875年（明治8年）に横浜へ行き、植村の紹介でアメリカ・オランダ改革派教会の宣教師S・R・ブラウンのブラウン塾で英学と英語、仏語、独語を習った。
ブラウンより洗礼を受け、1874年（明治7年）以来、ブラウンの元で始められた明治元訳聖書の翻訳の作業を手伝う。1879年（明治12年）にブラウンが帰国すると、J・C・ヘボンの補佐として新旧約聖書の翻訳に貢献した。
また、キリスト教評論家として思想界でも活躍する。『仏教新論』『神道新論』『諸教便覧』を刊行し、比較宗教学によりキリスト教の弁証論を論じた。さらに、ヘボンの『和英語林集成』の改訂増補に参加する。
1881年（明治14年）、横浜山手居留地47番にアメリカ・オランダ改革派教会が先志学校を設立し、その学校の寄宿生が所属教会の伝道を助けていたが、1884年（明治17年）に横浜海岸教会において、八木紋次郎らの基督教青年会（YMCA）会員が小規模の青年会（横浜YMCA）を組織し、翌1885年（明治18年）に横浜の真砂町三丁目に英語研究会の看板が掲げられると、高橋が専ら教授を務めた。
1892年(明治25年)、井上哲次郎のキリスト教排斥論との「教育ト宗教ノ衝突」論争において、植村正久、大西祝らとともにキリスト教教育を擁護する立場で論陣を張った。『六合雑誌』、『国民之友』などに論説を多数発表した。
1893年（明治26年）9月より立教学校（現・立教大学）の教授になる。立教学校文学会機関紙『八紘』には論文「比較博言学研究法ー日本語及人種の所属』を発表している。
早稲田大学でも英学を教えた。
M・A・ステイシェンを助けて、カトリック最初の日本語聖書である『聖福音書』2巻(1895年～97年)の翻訳業にも寄与する。
1902年（明治35年）に末日聖徒イエス・キリスト教会の歴史と教義について、論文『麼兒門教と麼兒門教徒』を出版した。
1912年（明治45年）頃より、『ファウスト』などの西欧古典の紹介をし、心霊学に傾倒するようになる。また、コーランの翻訳を始める、
1925年（大正14年)、駒沢大学教授に就任した。
1935年（昭和10年）に死去するが、死後1938年（昭和13年）に有賀阿馬士との共訳で『聖香蘭経』が出版された。
多彩な文才を持つ人物であり、英語教育の著書もある。墓所は多磨霊園(5-2-5)

## 主な著書
- 『最新英語教習法』東文館 1903年
- 『英学実験百話』日高有倫堂 1907年

## 主な訳書
- 『プルターク英雄伝』(底本は不明)
- 『カーライル仏国革命史』